# Sordones
Los sordones eran un pueblo íbero cuyo territorio se extendía por el actual Rosellón francés. Según las fuentes, están clasificados como un pueblo íbero o galo, si bien las antiguas lo identificaban con el primer grupo. Entre sus ciudades principales estaban Illiberis (actual Elna) y Ruscino. Eran vecinos de los ceretanos y los indigetes en el sur y de los elisicos en el norte.
Según Avieno, autor latino del siglo IV, este pueblo ocupaba la costa del Rosellón y se extendía por la sierra de la Albera y las comarcas de Conflent y Vallespir (Pirineos Orientales).
Según la tradición antigua, la cultura nurágica de la isla de Cerdeña tendría su origen en este pueblo, atendiendo a que algunos grupos de sordones emigraron a las islas, dejando su nombre que fue derivando hasta la etimología actual de la misma.